# Onthophagus dignus
Onthophagus dignus là một loài bọ cánh cứng trong họ Bọ hung (Scarabaeidae).